# Мерварт, Поль
Поль Мерварт (фр. Paul Merwart; 25 марта 1855, с. Марьяновка Херсонской губернии — 8 мая 1902, Сен-Пьер, остров Мартиника) — французский живописец и иллюстратор.

## Биография
Родился на территории Таврии в смешанной семье — отца-француза, участника Крымской войны и матери-польки. Окончил среднюю школу во Львове, продолжил учёбу в технических институтах Львова и Граца. Раненый на дуэли, отправился на лечение в Италию, где принял решение посвятить себя искусству.
Изучать искусство живописи начал в Вене, затем продолжил в Граце, Мюнхене и Дюссельдорфе. В 1877—1884 годах обучался в Школе изящных искусств в Париже (École des Beaux-Arts), ученик Анри Лемана и Изидора Пильса. Студенческие работы П. Мерварта несколько раз награждались медалями.
С 1882 года работал иллюстратором-корреспондентом журнала «Le Monde illustré», побывал в России и Австро-Венгрии.
В ходе поездки посетил также Галицию, в том числе Львов, Перемышль, Коломыю, был в Татрах и Карпатах.
Около 1884 года П. Мерварт стал французским гражданином и поселился в Париже.
В 1896 году П. Мерварт был назначен на пост художника департамента колоний, по-видимому, благодаря поддержке брата Эмиля, губернатора Заморского департамента Франции.
Много путешествовал, побывал на Канарских островах, в Сенегале, Конго, Тунисе, Мавритании, Сомали.
В апреле 1902 года был направлен на о. Мартинику в составе правительственной комиссии, исследующей проснувшийся вулкан Монтань-Пеле.
Погиб 8 мая 1902 года во время внезапного извержения этого вулкана вместе со всем населением г. Сен-Пьер (около 28 тыс. человек).

## Творчество

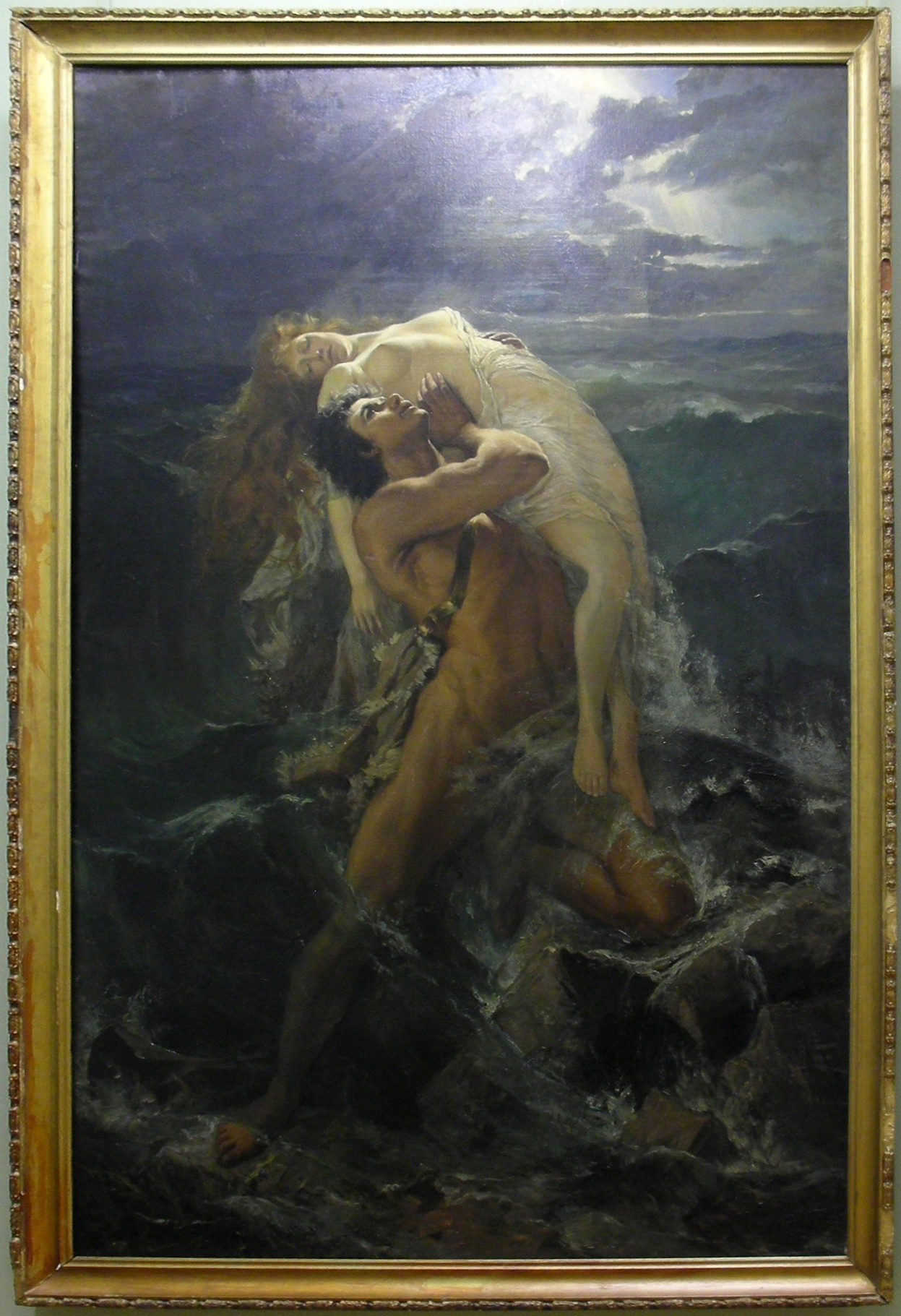
Поль Мерварт. Потоп или Девкалион, держащий свою жену

Поль Мерварт — разносторонний художник. При создании своих работ использовал масло, акварель, пастель, занимался графикой и техникой фрески, был прекрасным иллюстратором. Тематика его работ простиралась от библейских мотивов, жанровой живописи до ориенталистики и книжной иллюстрации. Художником создан ряд замечательных портретов. Одним из направлений творческих работ П. Мервартa были картины красивых молодых женщин, в основном, парижанок — современниц художника, так называемой «Галереи красоты».

## Участие в выставках
В 1878 году П. Мерварт участвовал во Всемирной выставке, а в 1879 году дебютировал на одной из самых престижных художественных выставок Франции — Парижском салоне, где с тех пор почти ежегодно экспонировал свои полотна. Тогда же получил известность как талантливый живописец и портретист.
Участвовал в выставках не только во Франции, но в Соединенных Штатах и Французской Гвиане. Его работы также демонстрировались в крупнейших городах Европы: Вене, Лондоне, Праге, Берлине, Брюсселе, Будапеште, Гамбурге, Варшаве, Кракове, Львове и др.

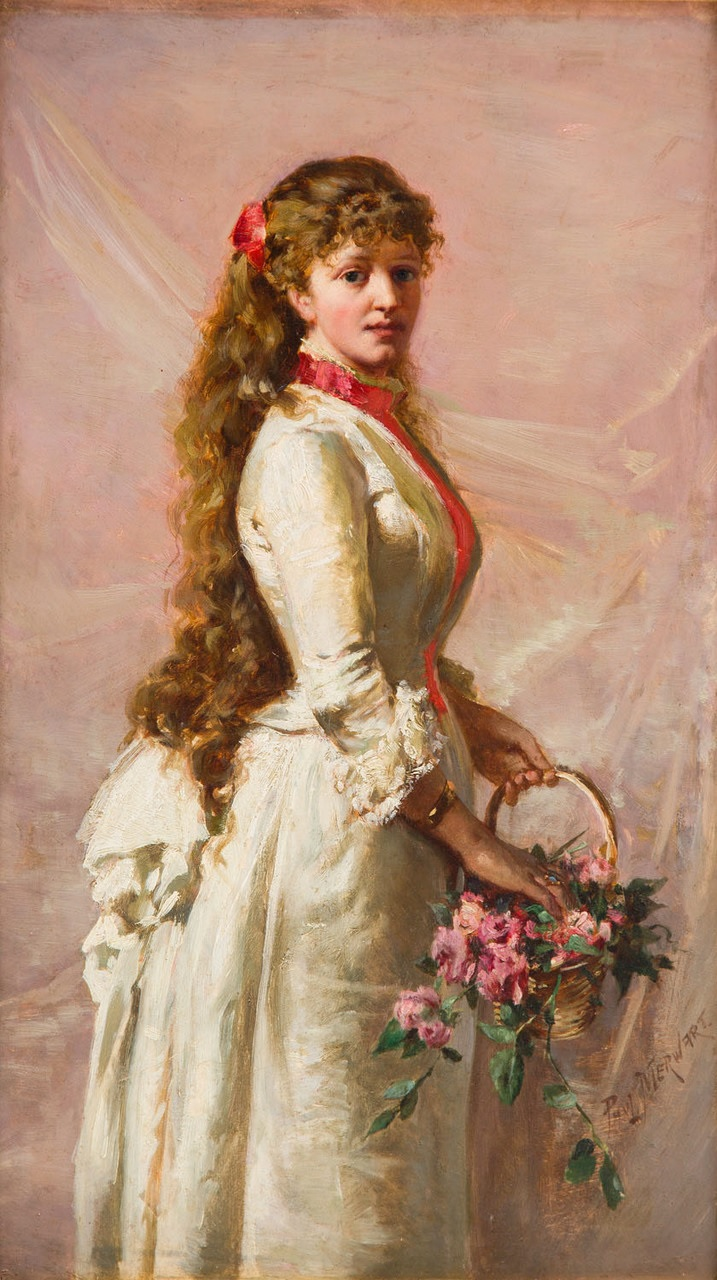
Парижанка. Девушка с корзиной цветов
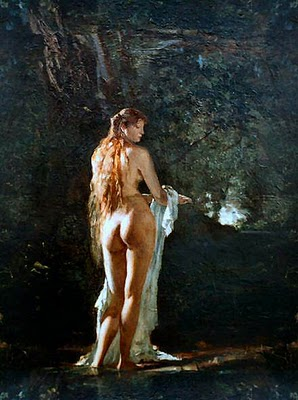
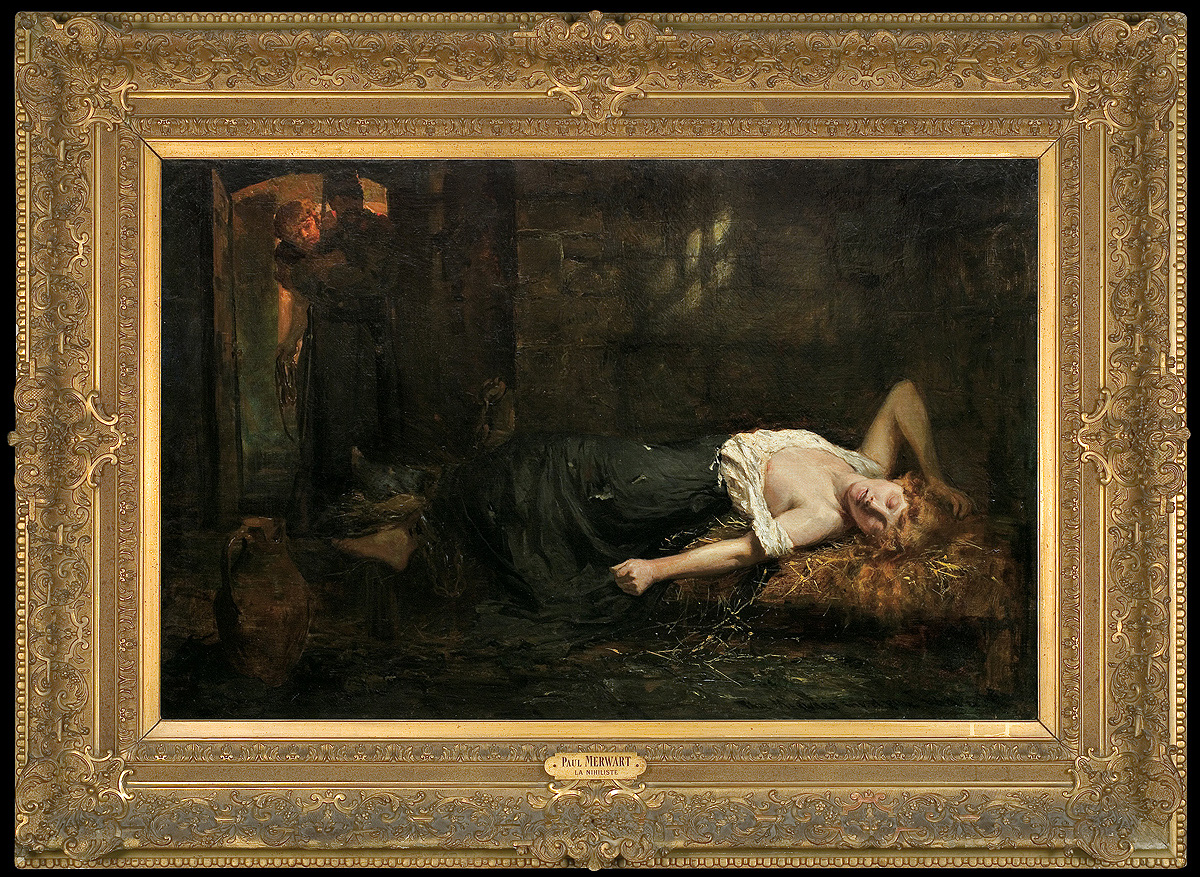
Нигилистка, 1888
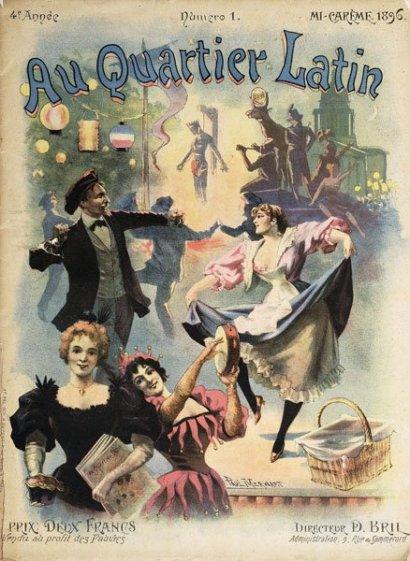
Журнальная иллюстрация, 1896
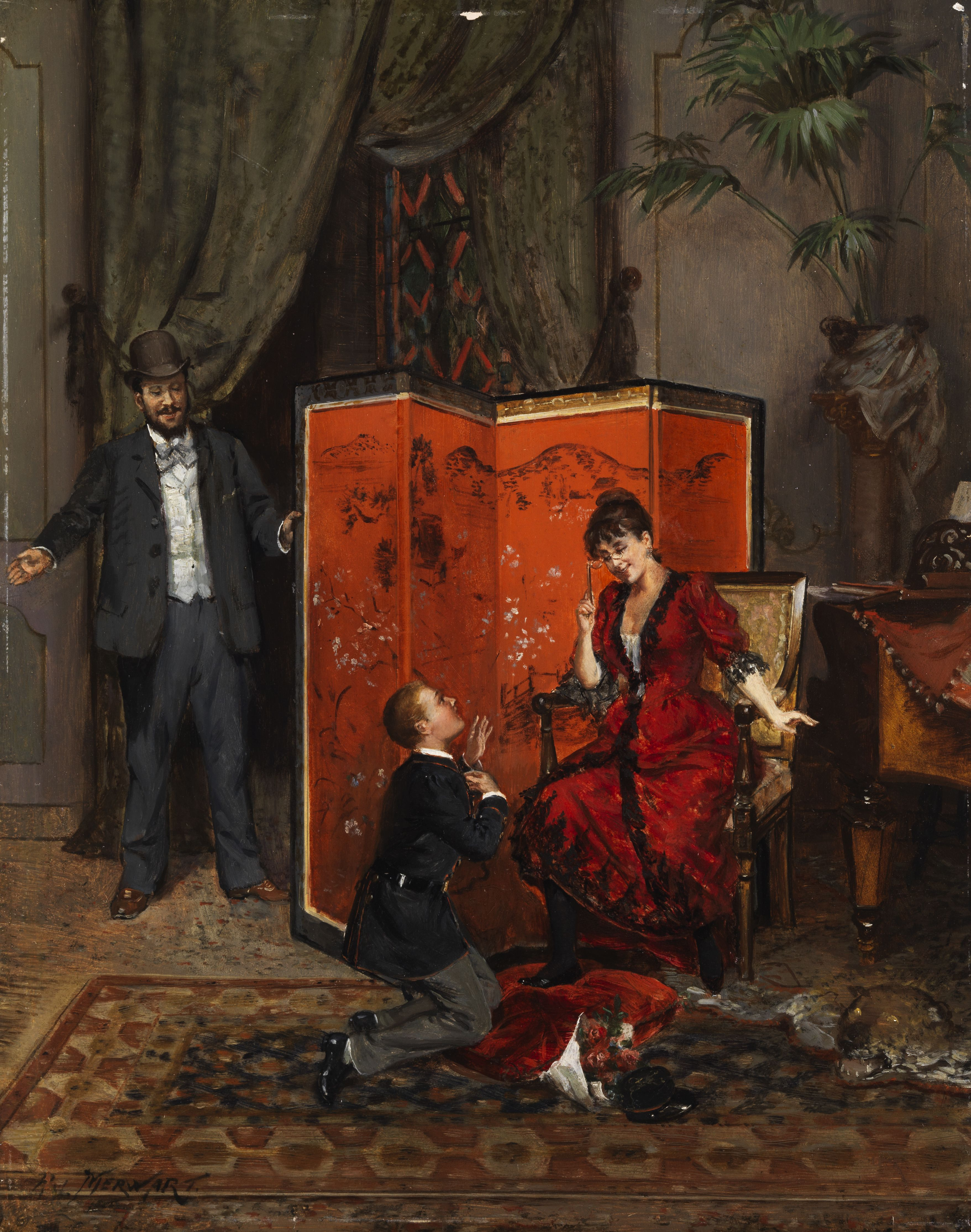
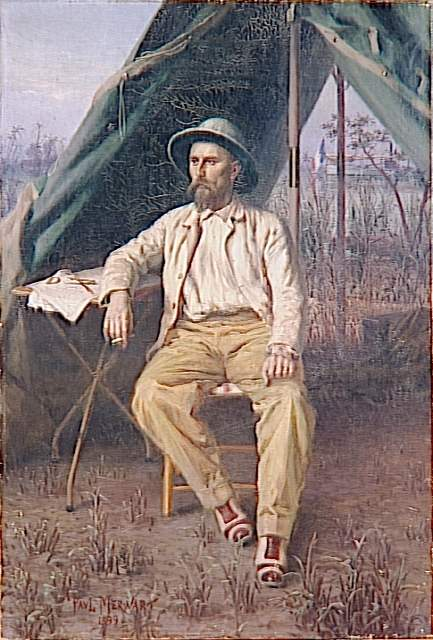
Портрет путешественника Эмиля Жентиля